# Contea di Kearny
La contea di Kearny in inglese Kearny County è una contea dello Stato del Kansas, negli Stati Uniti. La popolazione al censimento del 2010 era di 3 977 abitanti. Il capoluogo di contea è Lakin.

## Geografia fisica
Secondo lo United States Census Bureau, la contea ha una superficie di 2260 km² di cui 2260,93 km² è terra (98.52 %) e 0,93 km² (1,48%) acque interne.

### Contee confinanti
- Contea di Wichita (nord)
- Contea di Scott (nordest)
- Contea di Finney (est)
- Contea di Haskell (sudest)
- Contea di Grant (sud)
- Contea di Stanton (sudovest)
- Contea di Hamilton (ovest)

## Infrastrutture e trasporti

### Strade
- U.S. Route 50
- U.S. Highway 400
- Kansas Highway 25

## Geografia antropica

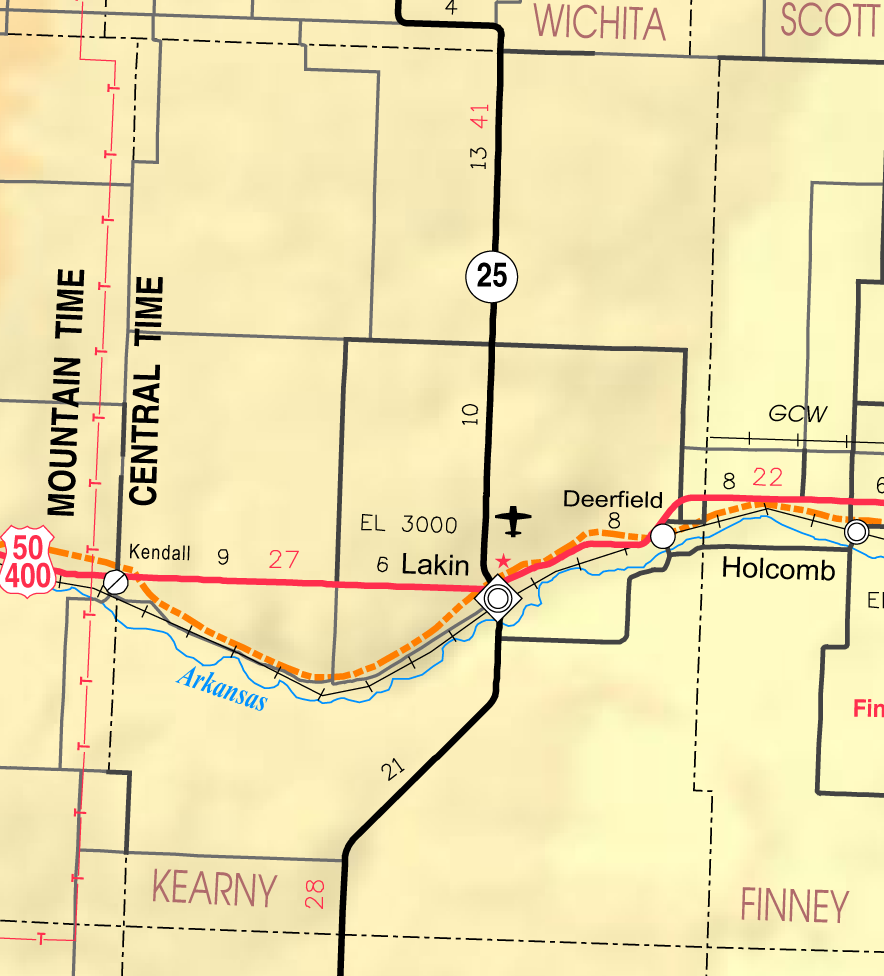
2005 KDOT Map of Kearny County (map legend)

### Città
- Deerfield
- Lakin

### Townships
La contea di Kearny è divisa in sette townships. Nessuna città all'interno della contea è considerata governi indipendenti, e tutti i dati per le townships comprendono quelli delle città.
- Deerfield
- East Hibbard
- Hartland
- Kendall
- Lakin
- Southside
- West Hibbard